# Uwe Rathsam
Uwe Rathsam (* 28. Februar 1966) ist ein deutscher Schauspieler und Dozent.

## Leben und Wirken
Uwe Rathsam begann seine Ausbildung an der Musikhochschule des Saarlandes im Jahr 1988 und schloss 1991 mit dem Diplom ab. In den Jahren 2005 bis 2008 besuchte er die design akademie berlin und erwarb dort das Diplom zum Kommunikationswirt. Heute lehrt er als Dozent für Präsentationstechnik ebendort und bekleidet das Amt eines Creative Directors bei einer Berliner Healthcare–Agentur.
Seine Schauspielerkarriere für Film- und Fernsehproduktionen begann im Jahr 1997. Meist sah man ihn in deutschen Fernsehserien. So wurde er einem breiteren Publikum bekannt durch seine Auftritte in der RTL-Seifenoper Verschollen.
Uwe Rathsam lebt in Berlin.

## Filmografie (Auswahl)
- 1997: Propellerblume
- 1999: Die Wache (Fernsehserie, 1 Folge)
- 2000: Leben in Dunkelheit
- 2001:  Sperling (Fernsehserie, 1 Folge)
- 2001: ...und plötzlich wird es dunkel in meinem Leben (Fernsehfilm)
- 2002: Doppelter Einsatz (Fernsehserie, 1 Folge)
- 2002: Der Pianist
- 2003: Kunden und andere Katastrophen (Fernsehserie, 10 Folgen)
- 2003: Freundinnen für immer (Fernsehfilm)
- 2003: Broti & Pacek – Irgendwas ist immer (Fernsehserie, 1 Folge)
- 2003: Nicht ohne meinen Anwalt (Fernsehserie, 1 Folge)
- 2004: SOKO Leipzig (Fernsehserie, 1 Folge)
- 2004–2005: Verschollen (Fernsehserie, 29 Folgen)
- 2006: Alarm für Cobra 11 – Die Autobahnpolizei (Fernsehserie, 1 Folge)
- 2008: Der Alte (Fernsehserie) – Folge 327: Die Nacht kommt schneller als du denkst
- 2009: Familie Dr. Kleist (Fernsehserie, 1 Folge)
- 2010: SOKO Wismar (Fernsehserie, 1 Folge)